# 深澤秀男
深澤 秀男（ふかざわ ひでお、1935年1月5日 - ）は、東洋史学者、岩手大学名誉教授。

## 人物・来歴
東京生まれ。東京教育大学史学科卒、同大学院東洋史専攻修士課程修了。1958年共立女子高等学校教諭、1966年四国学院大学講師、助教授、1974年教授、1979年岩手大学教授、1999年定年退官、名誉教授。

## 著書
- 『中国の近代化とキリスト教』新教出版社 2000
- 『戊戌変法運動史の研究』国書刊行会 2000
- 『アジア史講義』第18版 求是舎 2007
- 『中国近現代史』1971（岩手大学）求是舎 2007
- 『東洋史概説』第18版 求是舎 2007
- 『文化交流史』第3版 求是舎 2007
- 『戊戌変法期における学会、報刊、学堂についての研究』求是舎 2007
- 『西太后』山川出版社・世界史リブレット、2014

## 参考
- 『現代日本人名録』2002年